# Brayan Riascos
José Brayan Riascos Valencia (Buenaventura, 10 ottobre 1994) è un calciatore colombiano, attaccante del Paxtakor.

## Caratteristiche tecniche
È un centravanti.

## Carriera
Ha esordito fra i professionisti il 17 febbraio 2013 con la maglia del Flamengo-SP in occasione del match del Campeonato Paulista Série A3 perso 2-1 contro il Grêmio Novorizontino.